# Elezioni europee del 2019 in Lussemburgo
Le elezioni europee del 2019 in Lussemburgo si sono tenute domenica 26 maggio per eleggere i 6 membri del Parlamento europeo spettanti al Lussemburgo.

## Risultati
| Liste  | Liste                                               | Gruppo    | Voti      | %     | Seggi |
| ------ | --------------------------------------------------- | --------- | --------- | ----- | ----- |
|        | Partito Democratico (DP)                            | RE        | 268.910   | 21,44 | 2     |
|        | Partito Popolare Cristiano Sociale (CSV)            | PPE       | 264.665   | 21,10 | 2     |
|        | I Verdi (Déi Gréng)                                 | Verdi/ALE | 237.215   | 18,91 | 1     |
|        | Partito Operaio Socialista Lussemburghese (LSAP)    | S&D       | 152.900   | 12,19 | 1     |
|        | Partito Riformista di Alternativa Democratica (ADR) | -         | 125.988   | 10,04 | -     |
|        | Partito Pirata del Lussemburgo                      | -         | 96.579    | 7,70  | -     |
|        | La Sinistra (Déi Lénk)                              | -         | 60.648    | 4,83  | -     |
|        | Volt Europa                                         | -         | 26.483    | 2,11  | -     |
|        | Partito Comunista del Lussemburgo (KPL)             | -         | 14.323    | 1,14  | -     |
|        | I Conservatori                                      | -         | 6.652     | 0,53  | -     |
| Totale | Totale                                              | Totale    | 1.254.363 |       | 6     |